# Vera (film, 1966)
Pour les articles homonymes, voir Vera.
Pour plus de détails, voir Fiche technique et Distribution.
Vera est un court métrage français de Francis Morane sorti en 1966, adapté de la nouvelle du même nom écrite par Villiers de L'Isle-Adam en 1874.

## Synopsis
Le drame d'un mari inconsolé qui vient de perdre son épouse et va la retrouver, dans ses rêves ou dans une autre réalité plus mortelle.

## Fiche technique
- Titre : Vera
- Réalisation : Francis Morane
- Assistant réalisateur : Philippe Monnier
- Scénario : Guy Breton et Francis Morane, d'après la nouvelle de Villiers de L'Isle-Adam
- Photographie : Henri Clairon
- Musique originale : François Rabbath
- Son : Henri Moline
- Montage : Pascale Laverrière
- Pays d'origine :  France
- Durée : 21 min
- Date de sortie :
  - France : 27 avril 1966

## Distribution
- Madeleine Constant : Vera
- Jean Signe : Roger, comte d'Athol